# Compagnie du Sénégal et de la Côte occidentale d'Afrique
La Compagnie du Sénégal et de la Côte occidentale d'Afrique, tout d'abord connue sous le nom d'Etablissements Verminck, parfois appelée Compagnie du Sénégal ou Compagnie du Sénégal et de la Côte Ouest de l'Afrique était au XIXe siècle une entreprise privée et un pilier de l'Empire colonial français sous la Troisième République. Cette société fut impliquée dans le négoce et la transformation d'huile d'arachide. Elle ne doit pas être confondue avec la Compagnie du Sénégal fondée sous Louis XIV. 

## Histoire
La société a été fondée à Marseille par le négociant et industriel de l'arachide Charles-Auguste Verminck. À la création, elle porte d'abord le nom du fondateur et se nomme « Établissements Verminck ».
La Compagnie a pour but d'établir des positions françaises sur le bas Niger. Deux ans après avoir lancé une expédition qui réussit à trouver les sources du Niger, Charles-Auguste Verminck décide de donner une nouvelle forme juridique à sa société en ouvrant son capital. Ses apports lors de cette opération sont rémunérés par la détention de 36 % du capital-actions et par la présidence du conseil d’administration. Il en est le directeur et le patron des opérations commerciales. C'est une société anonyme au capital de quinze millions de francs, permise par la loi de 1867, dont le siège social est à Paris et qui reçoit des subventions de Léon Gambetta.
La Compagnie du Sénégal et de la Côte occidentale d'Afrique rassemble des négociants de Marseille, comme Jean-Baptiste Amigues, Alfred Rabaud (également président de la Société de géographie de Marseille), Michel-Étienne Rodonachi, ou des marchands du Havre. Charles-Auguste Verminck place son gendre, Frédéric Bohn (1852-1923), jusque-là directeur des Établissements Verminck, au poste d'administrateur-directeur en 1885, peu avant que la société ne change de nom et de forme pour devenir la CFAO. La Compagnie du Sénégal et de la Côte occidentale d'Afrique exploite 14 postes de traite sur le Niger et de la Bénoué. À son apogée, la Compagnie du Sénégal et de la Côte occidentale d’Afrique est active dans les rivières du Sud, le Rio Nunez (Bel Air et Boké), le Rio Pongo (à Guéméyire), même si les pays colonisateurs ne disposaient encore que de traités précaires avec les souverains africains de cette région, et fait tourner à Marseille quatre huileries, dont deux en location. La compagnie a aussi deux agences à Manchester et Liverpool, qui effectuent les achats de marchandises auprès de la première puissance industrielle textile, échangés ensuite sur la Côte occidentale d’Afrique, où elle dispose de neuf agences, dix-huit sous-comptoirs, 80 salariés européens et 300 africains.
En octobre 1884, affaiblie par une guerre des prix en raison de la vive concurrence des maisons anglaises actives depuis la Sierra Leone, aggravée par la crise économique causée par la faillite de l'Union Générale, la compagnie revend une partie de ses actifs africains à l'United African Company, anglaise.
La compagnie a très vite une succession avec la CFAO, fondée en 1887 par l'armateur Frédéric Bohn qui maintient lors de ses premières décennies une spécialité dans le commerce de produits alimentaires et de consommation courante.